# Pina de Ebro (ort)
Pina de Ebro är en ort i Spanien.   Den ligger i provinsen Provincia de Zaragoza och regionen Aragonien, i den nordöstra delen av landet, 290 km öster om huvudstaden Madrid. Pina de Ebro ligger 159 meter över havet och antalet invånare är 2 374.
Terrängen runt Pina de Ebro är huvudsakligen platt. Pina de Ebro ligger nere i en dal. Runt Pina de Ebro är det glesbefolkat, med 14 invånare per kvadratkilometer. Närmaste större samhälle är Fuentes de Ebro, 8,8 km väster om Pina de Ebro. Trakten runt Pina de Ebro består till största delen av jordbruksmark.